# HAPPY★LESSON
『HAPPY★LESSON』（ハッピー・レッスン）は、メディアワークス発行の雑誌『電撃G'sマガジン』連載の読者参加企画、及びこれを原作とするメディアミックス作品群の総称。略称は『ハピレス』。中文でのタイトルは『歡樂課程』。また、アニメ版のWEBページでの表記は『HAPPY☆LESSON』と白抜きの星になっている。

## 概要
電撃G'sマガジン1999年4月号から2002年9月号まで連載。連載開始前に掲載された予告編での仮題は『流行少女通信』だった。
天涯孤独の身である主人公と、彼の住居の同居者で「ママ」でもある5人の美人教師との生活を、読者がハガキで投稿しストーリーを進めて行くという主旨で展開された企画である。
同誌のヒット作『シスター・プリンセス』と同時期にスタートし、誌上ゲーム、イラストノベル、ゲーム、アニメと手広いメディアミックス展開で知名度を高めつつ、『シスプリ』には少ない「男性（主人公）視点」を重視した内容で差別化を図った。
本作のメディアミックスにおいて特に成功を収めたのはケイエスエス製作のアニメシリーズである。OVAからスタートしたアニメ版は、TVシリーズを2期、OVAを全8巻、ドラマCDを9作、その他イベントDVDやキャラクターソングCD、ラジオなどに展開し、G's読者参加企画史上最大とも言える規模にまで成長した。

## あらすじ
幼い頃に両親を亡くした高校3年の主人公は、編入した私立こよみ学園で、クラス担任の一文字むつきら、5人の女性教師と出会った。
そして誰も待っていないはずの我が家に帰った主人公を、学園で出会った女性教師らが出迎える。
主人公の身の上を知った彼女たちは、それぞれの理由で主人公のママになることを決意したと言うのだ。
天涯孤独の主人公と、彼を取り巻く5人の「ママ先生」の奇妙な同居生活は、こうして幕を開けたのだった。

## スタッフ
- イラスト：ささきむつみ
- テキスト：G'sマガジン編集部
- ノベルテキスト：鷹野よしき
- ノベルイラスト：植田亮
- SDイラスト：霧賀ユキ

## 登場人物

### ママ先生
一文字 むつき（いちもんじ むつき）
声：浅野るり
焦げ茶色のロングストレートヘアの童顔美人。瞳は赤。学園では白い上着に膝下までのスカート、家ではメイド服を着用。校内では基本的に眼鏡を着用しているが、帰宅後は眼鏡を外していることも多い（ノベル版・アニメ版はその逆）
1月1日生まれのO型。身長161cm、B80/W56/H80
主人公の担任で、担当課目は現代国語（アニメ版では古典）、またはアニメで英語が得意な背景もあった模様。園芸部の顧問でもある。家事全般が得意で、自堕落な生活を送っている主人公を見かねて住み込みで主人公の「ママ」になる。
5人の中では一番の常識人で生徒からの信頼も厚いが、ややドジっ娘気味。一人称は原作では「むつき」だが、アニメ版では「私（わたし）」も併用。
出身地・出身校はファンディスク『ファーストレッスン』によると埼玉県出身・みなと女子短期大学国文科卒業とされているが、「短大卒では高校の教員免許は取れない」との指摘を受けて以降、特に言及されなくなった。
OVA3期の終盤ではチトセと相思相愛になり、後に結婚をすることになる。
二ノ舞 きさらぎ（にのまい きさらぎ）
声：木村亜希子
薄紫色の銀髪のショートヘアの、無表情の美女。瞳は金。学園では黒いズボンスーツ、家では黒いナース服を着用。
2月2日生まれのAB型。身長159cm、スリーサイズは「国家機密」。
担当課目は化学で、科学部の顧問。幼少期に家族を悲惨な事故で失っており、自分と同じ境遇の主人公に惹かれる。
出生地は不明だが、幼少期をルーマニアで過ごしていたらしい。学歴は公表していないが、アニメ版では東京大学卒であることを示唆する描写が見られる。
TV版2期では宇宙人で、地球で学習のために来ており、ある程度の年齢になると母星に帰る掟になっているという設定だった。しかし迎えに来た母艦との交渉の末、チトセが立派に成長し、家庭を持つようになるまで滞在期間を延長した。
日頃は感情を表に出さず、良く言えば沈着冷静だが、怒らせると何をするかわからない怖さも併せ持っている。なお、原作とアニメ版ではかなり性格に違いがある。一人称は「私（わたし）」。うづきからは「きーちゃん」と呼ばれている。
三世院 やよい（さんぜいん やよい）
声：井上喜久子
深緑色のロングストレートヘアの長身美人。瞳は緑。学園では足を露出したタイトスカートと白衣を着用、家では巫女装束を着用。
3月3日生まれのA型。身長166cm、B85/W54/H83
保健医にして砺波流三世院13代目の巫女。茶道部の顧問。大学病院に勤務していたが、霊感の強さゆえに「見えすぎる」ことに悩み保健医になった。不吉な相が出た主人公の運命を変えるため、ママになる。
5人の中では人生経験が最も豊富らしく、リーダー的存在。常に日本刀を持ち歩いていて、アニメ版では主にチトセに対する制裁や脅迫に使われる。一人称は「わたし」。
『ファーストレッスン』掲載の設定では東京都出身・みなと女子大学医学部卒業。
四天王 うづき（してんのう うづき）
声：こやまきみこ
金色のロングヘアを黒いリボンでツーテールにしている、中学生のような美少女。瞳は青。学園ではオレンジ色の魔法少女風の服、家では天使のような服を着用し、どちらでも天使のような翼の飾りを背中に装着している。
4月4日生まれのB型。身長154cm、B78/W50/H79
美術教師で美術部顧問。主人公のママになったむつきを羨ましがり、自身もママになることを決意する。
漫画・アニメ・ゲームが大好きで同人誌活動にも余念が無く、普段着も自作のコスプレ衣装。性格は子供っぽいが行動力は旺盛で、5人の中ではムードメーカー的存在。さつきとは頻繁に口喧嘩しているものの、仲が悪いわけではない。一人称は「うづき」。
『ファーストレッスン』掲載の設定では名古屋市出身・湘北美術大学卒業。
五箇条 さつき（ごかじょう さつき）
声：笹島かほる
青いショートカットヘアの中性的な美女。瞳は青。学園ではタンクトップやジャージなどの動きやすい運動着、家では競泳水着に白いワイシャツを羽織っている。
5月5日生まれのB型。身長158cm、B84/W56/H81
体育教師で水泳部顧問。遅刻しがちで教頭に怒られることが多いため、主人公を目覚まし代わりにすることを目的に、ママになる。
男勝りのワイルドな性格だが、大家族で弟たちの面倒を見ながら育って来たためか責任感が強い。特撮・プロレス鑑賞が趣味。一人称は「オレ」。
『ファーストレッスン』掲載の設定では千葉県山武郡九十九里町出身・白波体育大学卒業。大阪在住の兄がいるという設定もあるが、アニメ版ではこの兄に関する言及はない。

### ママ以外のヒロイン
この項では、前項のママ先生及び後述の十二支師走以外の、暦の名前を持つヒロインを紹介する。ただし、「しもつき（11月）」の名前を持つヒロイン・登場人物は存在しない。
六祭 みなづき（ろくまつり みなづき）
声：水樹奈々
ピンクのロングヘアをポニーテールにしている、小柄な美少女。瞳は黄緑。学園では黄緑色の襟が特徴のセーラー服を着用。
6月6日生まれのO型。身長145cm、B72/W45/H70
ゲーム版、アニメ版、ノベル版に登場。当初は「みなづき」という名前のみ決まっており、詳細な設定はゲーム用のオリジナルキャラクターとして『電撃G'sマガジン』の読者公募により作られた。『ファーストレッスン』で発表された入賞作では「外国人の血を引いているためいじめに遭っており、そこから助けてくれた主人公を慕っている」となっていたが、この案はいったん破棄され、主人公の妹分という要素のみを残して再設定された。初期案の「金髪で片目が隠れている」という外見は、はづきに受け継がれた。
主人公と同じ施設で育った中学3年生の少女。当初はママたちに「お兄ちゃん」を取られるのではないかと強い警戒感を抱いていたが、次第に打ち解け、仁歳家のマスコット的存在になる。
一人称は「みな」。かなりのお兄ちゃんっ子で、トンデモな性格のママ先生やはづきなどが揃う仁歳家では、チトセに並ぶ良識人である。
本作はママ先生が中心の企画であるにもかかわらず、掲載誌のキャラクター人気投票において本作のヒロインの中では常に一位であった。
『ファーストレッスン』掲載の設定では東京都八王子市出身。
七転 ふみつき（ななころび ふみつき）
声：島涼香
黒いストレートロングヘアを白いカチューシャ（あるいはヘアバンド）で留めている眼鏡っ娘。学園では黒い襟のセーラー服を着用。
7月7日生まれのA型。身長155cm、B77/W50/H78。一人称は「私（わたし）」。
ママ先生以外のヒロインでは、唯一原作である読者参加企画時代から登場する。ゲーム版、アニメ版、ノベル版、漫画版に登場。
クラス委員長をしている、主人公のクラスメート。文芸部所属。模範生を絵に描いたような性格がゆえに、自堕落で自暴自棄気味な主人公の態度にいら立つこともしばしば。非常に疑り深く、主人公と先生たちの関係を怪しんでいる。ドラマCDでは唯一ナレーターの声が聞こえる。口癖は「不潔よ!」。
『ファーストレッスン』掲載の設定では神奈川県出身。
漫画版では作者のお気に入りであったこともあり、限りなく正ヒロインに近い位置に置かれた。
八桜 はづき（やざくら はづき）
声：園崎未恵
金のロングヘアをうなじで纏めている（ライブ時は纏めない）、長身の美人。瞳は紫で、大抵片目が前髪で隠れている。体の線が出る服装を好む。
8月8日生まれのO型。それ以外のプロフィールは不明。キャラクターデザインは、みなづきの没デザインを基にしている。
OVA版『HAPPY★LESSON』から登場。アニメ版、ノベル版に登場。ゲーム版にも、主人公と面識のない通りすがりとしてカメオ出演している。
チトセ・みなづきと同じ施設の出身。ロック歌手として大ブレイクし、各地をツアーで駆け回る日々。
細かいことにこだわらない豪快な性格。チトセとみなづきを、実の弟妹同然にかわいがっている。むつきたちママ先生に対しても、大きな信頼を寄せている。大食いで、大食い道を極め「オバ級」の称号を持つ。一人称は「あたし」。
九龍 ながつき（くうろん ながつき）
声：仲西環
黒いロングヘアをうなじで纏めている、中性的な美少女。学園では男子用の制服、家では赤いチャイナドレスを着用。
9月9日生まれのA型。身長165cm、B86/W53/H82。
テレビアニメシリーズ第2期『HAPPY★LESSON ADVANCE』から登場。OVA版THE FINALにも、OPにのみ登場。
中国人の父と日本人の母（他界している）の間に生まれたハーフ。幼少の頃の思い出の人物である「むつき」に逢うため上海からやって来た。実家は香港華僑で、「裏の世界」でもかなりの権力を持つ。格闘術に優れ、『ADVANCE』第1話ではマフィア相手に大立ち回りを披露して見せた。
周囲の者たちに心を開いていないが、むつきとふみつき、ロック歌手として憧れているはづきだけは例外。一人称は「ウォン（「我」の中国語読み）」。
本名は「龍 長月（ロン チャウユェ）」であり、むつきに会うために、はづきの「八」の次の数字である「九」をつけた偽名を名乗っていた。
アニメ版のみの登場だが、キャラクターデザインはささきむつみによる。
十隠 カンナ（とがくし カンナ）
声：中川亜紀子
左右に大きく広がったクリーム色のセミロングヘアの眼鏡っ娘。
10月10日生まれのAB型。身長158cm、BWHは「発育途上」。
テレビアニメシリーズ第1期『HAPPY★LESSON THE TV』から登場。アニメ版、ノベル版に登場。
マッドサイエンティスト。幼稚園時代からの親友であるきさらぎと世界征服を誓っていたが、きさらぎが野望を放棄したことを逆恨みし、以後チトセを執拗につけ狙うようになる。毎回作戦を綿密に練ってはいるが、いつも失敗に終わる。
思い込みが激しく、深く考慮すると言うことをしない。精神的な幼さではうづきと同レベル。口癖は「〜ですわ」。一人称は「カンナ」。
アニメ版とノベル版では性格が異なっており、ノベル版ではきさらぎが世話する「ボク」を「オトコ」と呼んで敵視し、口調も「〜ノ」になっている。
本名は「十隠・カミンスキー・アンナ」。

### 主人公
仁歳 チトセ（ひととせ チトセ）
声：岸尾大輔
OVA及びTVアニメの主人公。こよみ学園高等部3年B組所属。
幼い頃に海難事故で両親を失った孤児。高校1年次に一人暮らしを始め、3年次にこよみ学園へ編入した。
同じ養護施設で育ったみなづきとはづき以外には心を開かない粗暴な性格で、三白眼の容姿からケンカを売られることも多々ある問題児。その心に秘めた孤独に気付いて「母親代わり」として同居し始めたむつきたちに辟易しながらも、彼女たちを憎からず思っている。ふみつきやみなづきの恋心に気付かない鈍感な性格でもある。
やたらハイテンションなむつきたちに対する唯一のツッコミ役であり、被害者。
OVA三期の終盤ではむつきと相思相愛になり、後に結ばれることになる。
なお、苗字は「一年（ひととせ）」の当て字。
有坂 ススム（ありさか ススム）
漫画版の主人公。こよみ学園高等部3年生。
朴訥で自分をあまり表に出さない性格だが、ママ先生やふみつきに対する態度には誠実さがある。チトセの性格に反発を覚えた作者が『ハピレス』の主人公の理想形として生み出した。
終盤ではむつきとふみつきの間に挟まれ、ギャルゲー主人公的な状態に陥る。また、当初は就職を考えていたが、教師になる為にこよみ学園付属の大学への進学を希望するようになった。
作者の趣味か、麻雀が強く、昔のTVゲームなどに詳しい。
まこと
ゲーム版の主人公、名前は固定で、ユーザーの任意で変更することは出来ない。

### その他の登場人物
生徒B・生徒C
声：羽柴秀矢（生徒B） / 中國卓郎（生徒C）
アニメ版のみ登場。チトセ及びふみつきの同級生で、常にビデオカメラを持ち歩いており、コンビで行動する。ふみつきがチトセのことで悩んでいる時に必ずと言っていいほど現れ、茶々を入れてはぶっ飛ばされる。本名は不明だが、小説ではBは「馬場」、Cは「茶谷」という名前がある。初登場時からそれぞれ額に「B」「C」と書かれていることから、そのまま「B」「C」と呼ばれている。
十二支 師走（じゅうにし しわす）
声：さとうあい
こよみ学園の学園長。原作では2000年2月号に登場するがイラストはない。ゲーム化の決定と連載方式の変更を生徒たち（読者）に告知した。
アニメ版では、常に柔和な態度を崩さない中年の女性。教育者としてのモットーは「幸せな学園生活」であり、そのためにユニークな教師を積極的に採用している。
大安 吉日（たいあん きちじつ）
声：宝亀克寿
アニメ版のみ登場。
こよみ学園の教頭。学園長と異なり、真面目一徹の堅苦しい性格をしており、一部の教師や生徒からはうんざりされている。外見から「法隆寺」というあだ名をつけられている。
赤口（あかぐち）
アニメ版のノベライズにのみ登場。
3年B組に在籍する生徒で、代議士の父親を傘に周囲を見下していた。容姿端麗で、女生徒に人気がある。転校生のチトセに絡んでいたが、チトセにケンカで負け、さらにキレたふみつきにぶん殴られたことで、海外に留学した。
『ADVANCE』に登場する、BとCが手を合わせていた「Aの墓」は、この赤口のものと思われる（BとCは元々赤口の舎弟だったが、彼が留学した後、ふみつきに心酔するようになった）。
友引 仏滅（ともびき ぶつめつ）
声：羽柴秀矢
テレビアニメシリーズ第1期『HAPPY★LESSON THE TV』以前のドラマCDから登場。はづきのマネージャーで、いつも赤の蝶ネクタイに紫のスーツを着ているオカマっぽい男性。怒ると「キーーーン」と言う口癖がある。その責務を果たすためなら、鬼にも蛇にもなる覚悟があるらしい。『THE TV』第12話の文化祭では、はづきがライブを行う時にギター担当を務めた。第2期『HAPPY★LESSON ADVANCE』では、はづきとともに独立して友引プロモーションを設立しており、マネージャーではなく社長になっている。
マリ
声：安達まり
『HAPPY★LESSON ADVANCE』から登場。友引がはづきとともに独立して友引プロモーションを設立。それに伴い友引が社長になったので、新しいマネージャーになった。
メカチトセ
声：岸尾大輔
『HAPPY★LESSON ADVANCE』第9話に登場。カンナが作った、チトセの偽者ロボット。「ざけんな!」「あったりめえだろ!」「こら待て!」「んなわけねえだろ!」の4つしかしゃべらないが、本物がよく口にするセリフなのでママやみなづきら全員が違和感を覚えず、最後まで本物と思い込まれていた。

## 読者参加企画
この項では、電撃G'sマガジン誌上での連載について述べる。

### 前身
電撃G'sマガジン1999年3月号に、『シスター・プリンセス』に続く新読者参加企画第2弾として『流行少女通信(仮)』の告知がなされた。
「複数のイラストレーターを起用し、毎月連載で、テーマはトレーディングカード」という触れ込みだったが実現せず、新企画は『HAPPY★LESSON』となった。
この企画に登場する予定だったナビゲーターのデザインは、ママ先生として再設定された。誌面ではむつき、黒い翼があるきさらぎ、葛葉〈くずは〉という名前のうづきの3名の原形が確認できる。

### 誌上ゲーム
1999年4月号から5月号でのキャラクター紹介を経て、6月号から誌上ゲームが開始。以下は隔月で『シスプリ』のゲームと交互に2000年2月号まで実施される。
ママ先生をひとり選び、それぞれ12に区分された3つのマップの中から、ヒントを参照に居場所を当てる形式。2か所的中でポストカード、3か所では「秘密の写真」がもらえた。
ただし、お邪魔キャラのふみつきの居場所を1つでも選ぶとゲームオーバーとなる。なお、彼女の居場所を3か所的中させても何ももらえなかった。
第2回から新お邪魔キャラのはづきが追加される予定だったが、読者の反発が大きかったため中止になっており、この時点で構想にあったはづきがどのようなキャラクターかは不明のままである。

### ノベル
2000年11月号から2002年9月号まで連載。扉絵・ささきむつみ、本文イラスト・植田亮、テキスト・鷹野よしき。
誌上ゲーム時代の設定をベースにしたイラストノベル。高校3年生に進級した主人公が、私立こよみ学園に編入し、ママ先生たちと出会ってからを、主人公視点で描く。
他のヒロインとして、ふみつき、みなづき、はづき、カンナが登場する。ノベル連載終了後に放送された『ADVANCE』に登場するながつきは登場しない。
同時期に連載していた、イラストを主体にした絵本のような構成になっていた『シスプリ』のイラストノベルに対し、イラストをあくまで挿絵としてテキストとのスペースを分別した構成になっていた。
全3巻の単行本（詳細は後述）には、連載分に加え、ヒロイン視点のショートノベルが書き下ろされている。
ノベル連載の終了と共に、読者参加企画としての『ハピレス』は最終回となった。
※ 独立したコンテンツではないが、2003年12月号から2004年2月号にかけて、携帯電話向けサービス「ケータイ着ボイス」の紹介記事内で、霧賀ユキによる4コマコミックが掲載されている。

## ゲーム
2001年4月26日にデータム・ポリスターよりドリームキャスト用ソフトとして発売された。
良くも悪くも「原作の雰囲気に忠実」なストーリーであり、後述するアニメ版のようなスラップスティック調の展開ではない。一度ノーマルエンドで終了してしまうとフラグが残ってしまい他のエンディングが見られなくなってしまうという致命的なバグが存在する。この件についてメーカーは、『ルームメイトW』の時と同様に「仕様」であると主張した。
ドリームキャストのみをプラットホームとする、G's読者参加企画原作のゲームは、本作が初にして唯一である。

### ファーストレッスン
本編発売に先駆け、2000年9月28日にファンディスク『HAPPY★LESSON 〜ファーストレッスン〜』が2万本限定で発売されている。内容はゲーム設定用ラフ画集・出演声優インタビュー・キャラクターソング・G's読者のみなづき応募作品公開・ミニゲーム『HAPPY★SLOT』など。
本編・ファーストレッスンとも「HAPPY★NET専用ブラウザ」が収録されており、このブラウザを通してしかアクセス出来ないオフィシャルサイトが開設されていた（現在は閉鎖）。

## アニメ
当初はOVAとして制作・リリースされ、好評を受けて続編となるテレビアニメシリーズの制作・放送も開始された。すべて同じ世界線でのストーリーであり、OVA・テレビアニメを含めると全34話となる（OVA第1期第1巻と重複するテレビアニメ第1期第1話はカウントせず）。
本作のメディアミックス作品群の中では最も商業的に成功している。原作よりもスラップスティック調が強く、キャラクター設定も一部異なる。

### あらすじ（アニメ）
主人公・仁歳チトセは、小さい頃に父母を亡くし施設で育てられていた。高校生になり、思い出の家で一人暮らしを始めたところ、5人の押しかけママティーチャーがやってきた。

### HAPPY★LESSON
2001年7月から2002年4月にかけてケイエスエスから発売された全3巻のOVA。『THE TV』の放送後に続編の第4巻・第5巻が発売された。

#### スタッフ（OVA）
|                      | 第1巻        | 第2巻        | 第3巻        | 第4巻              | 第5巻        |
| -------------------- | ------------ | ------------ | ------------ | ------------------ | ------------ |
| 監督                 | 山口武志     | 山口武志     | 殿勝秀樹     | 土支田一香         | 誌村宏明     |
| キャラクターデザイン | 加藤やすひさ | 加藤やすひさ | 加藤やすひさ | 加藤やすひさ       | 加藤やすひさ |
| 美術監督             | 片野坂悟一   | 片野坂悟一   | 片野坂悟一   | 片野坂悟一         | 片野坂悟一   |
| 色彩設計             | 木村早苗     | 木村早苗     | 木村早苗     | 永井留美子         | 岡田初美     |
| 色彩設計             | -            | -            | 田中直人     | -                  | -            |
| 撮影監督             | 久保博志     | 久保博志     | 久保博志     | 月岡敦夫           | 山田和弘     |
| 編集                 | 今井剛       | 今井剛       | 今井剛       | 岡安プロモーション | 後藤正浩     |
| 音楽                 | 岩崎文紀     | 岩崎文紀     | 岩崎文紀     | 岩崎文紀           | 岩崎文紀     |
| 音楽                 | 澤口和彦     | 澤口和彦     | 澤口和彦     | -                  | -            |
| 音響監督             | 飯塚康一     | 飯塚康一     | 飯塚康一     | 飯塚康一           | 飯塚康一     |
| プロデューサー       | 大宮三郎     | 大宮三郎     | 大宮三郎     | 大宮三郎           | 大宮三郎     |
| プロデューサー       | 新谷義浩     | 新谷義浩     | 新谷義浩     | 長谷川聡           | 児だま智士   |
| アニメーション制作   | ヴェネット   | ヴェネット   | ヴェネット   | カオスプロジェクト | スタジオ九魔 |
| 製作                 | ケイエスエス | ケイエスエス | ケイエスエス | ケイエスエス       | ケイエスエス |

#### 主題歌（OVA）
「C'」
岡本ひかりによるオープニングテーマ。作詞・作曲は三井ゆきこ、編曲は三井ゆきこ・h2。
「PLACE」
5人のママ（浅野るり・木村亜希子・井上喜久子・古山きみこ・笹島かほる）による第1 - 3巻エンディングテーマ。作詞・作曲は伊藤薫、編曲は塩崎容正。
「Wonderful Daisy」
浅野るりによる第4巻エンディングテーマ。作詞は山崎明子、作曲・編曲は岩崎文紀。
「Stay」
井上喜久子による第5巻エンディングテーマ。作詞は山崎明子、作曲・編曲は岩崎文紀。

#### 各巻リスト（OVA）
商品番号は通常版のものを記載。第5巻以外は初回限定版あり。
| 巻数 | サブタイトル                | 脚本           | 絵コンテ | 演出           | 作画監督                    | 発売日         | 商品番号   |
| ---- | --------------------------- | -------------- | -------- | -------------- | --------------------------- | -------------- | ---------- |
| 1    | どきどき☆ママティーチャー   | たかおかよしお | -        | こいづみあきら | 加藤やすひさ                | 2001年 7月19日 | KSXA-24131 |
| 2    | わくわく☆ヴァケーション     | たかおかよしお | 池上和誉 | こいづみあきら | 箕輪悟                      | 12月21日       | KSXA-24132 |
| 3    | はらはら☆ハッピーママ       | たかおかよしお | -        | 殿勝秀樹       | 渡部裕子（総作監） 番由紀子 | 2002年 4月26日 | KSXA-24133 |
| 4    | うきうき☆こよみオンステージ | たかおかよしお | 林宏樹   | 土支田一香     | 加藤やすひさ                | 2003年 3月28日 | KSXA-24494 |
| 5    | きらきら☆巫女ティーチャー   | たかおかよしお | 誌村宏明 | 大喜利こよみ   | 牛島勇二                    | 5月23日        | KSXA-24495 |

### HAPPY★LESSON THE TV
『HAPPY★LESSON』テレビアニメシリーズの第1作目に当たる作品で、2002年4月から同年6月まで放送された。全13話。第1話は、OVAの第1巻を再編集したもの。作品収録DVDには番外編1話が追加され、全14話になっている。

#### スタッフ（テレビアニメ）
- 監督 - 鈴木行
- シリーズ構成 - 吉岡たかを
- キャラクターデザイン - 加藤やすひさ、水上ろんど
- 総作画監督 - 水上ろんど
- 美術監督 - 片野坂悟一
- 色彩設計 - 木村早苗（第1話のみ）、長野雅美（第2話以降）
- 撮影監督 - 久保博志（第1話のみ）、渡辺宣之（第2話以降）
- 編集 - 今井剛（第1話のみ）、森田清次（第2話以降）
- 音楽 - 岩崎文紀、高濱祐輔、酒井陽一
- 音響監督 - 飯塚康一
- 総合プロデューサー - 高野秀夫
- プロデューサー - 大宮三郎
- アニメーション制作 - スタジオ雲雀
- 製作 - ケイエスエス

#### 主題歌（テレビアニメ）
「テレスコープ」
Sleepin' JohnnyFishによるオープニングテーマ。作詞はOKEI、作曲はSHOGO、編曲は松浦晃久。
「夢の都 TOKYO LIFE」
中川亜紀子によるエンディングテーマ。作詞・作曲・編曲は真友。

#### 各話リスト（テレビアニメ）
| 話数 | サブタイトル                 | 脚本           | 絵コンテ          | 演出           | 作画監督                                     |
| ---- | ---------------------------- | -------------- | ----------------- | -------------- | -------------------------------------------- |
| 1    | ドキドキ☆ママティーチャー    | たかおかよしお | 山口武志          | こいづみあきら | 加藤やすひさ                                 |
| 2    | ルンルン☆お勉強しましょ!     | 吉岡たかを     | 鈴木行            | 鈴木行         | 水上ろんど                                   |
| 3    | バイバイ☆さらば不幸神        | 吉岡たかを     | 中村憲由          | 中村憲由       | 伊藤秀樹                                     |
| 4    | フラフラ☆お兄ちゃんはどっち? | 吉岡たかを     | 中西伸彰          | 中西伸彰       | 華房泰堂                                     |
| 5    | ガンガン☆吹雪の一夜          | 吉村清子       | 古川順康          | 古川順康       | 波風立流                                     |
| 6    | モジモジ☆世界征服?!          | 吉岡たかを     | 鈴木行            | 佐土原武之     | 渡辺真由美                                   |
| 7    | モエモエ☆みなちゃん頑張る!   | 吉村清子       | 中村憲由          | 中村憲由       | 長森佳容 渡辺真由美 沼田誠也 箕輪悟 岩崎泰介 |
| 8    | フワフワ☆うづきは天使?       | 吉岡たかを     | 吉永尚之          | 古川政美       | 佐野英俊                                     |
| 9    | クタクタ☆クラブ活動          | 吉岡たかを     | 桃瀬まりも 鈴木行 | 高島大輔       | 箕輪悟 斉藤良成                              |
| 10   | オロオロ☆はづき引退宣言?     | 吉村清子       | 吉永尚之          | 佐土原武之     | 渡辺真由美 斉藤良成                          |
| 11   | クラクラ☆夢の大変身!         | 吉村清子       | 中村憲由          | 中村憲由       | 長森佳容 渡辺真由美 沼田誠也 箕輪悟 岩崎泰介 |
| 12   | ラブラブ☆こよみ文化祭        | 吉岡たかを     | 古川順康          | 古川順康       | 波風立流                                     |
| 13   | ウルウル☆秘密見ちゃった!?    | 吉岡たかを     | 鈴木行            | 高島大輔       | 斉藤良成 森川均 渡辺真由美                   |

#### 放送局（テレビアニメ）
キー局が存在しない独立UHF局を中心に、深夜の時間帯に放送。いわゆるUHFアニメに分類される。
| 放送地域 | 放送局             | 放送期間        | 放送日時           | 放送区分       | 備考             |
| -------- | ------------------ | --------------- | ------------------ | -------------- | ---------------- |
| 青森県   | 青森放送           | 2002年4月1日 -  | 月曜 24:55 - 25:25 | 日本テレビ系列 |                  |
| 兵庫県   | サンテレビ         | 2002年4月1日 -  | 月曜 25:10 - 25:40 | 独立UHF局      |                  |
| 福岡県   | TVQ九州放送        | 2002年4月1日 -  | 月曜 25:50 - 26:20 | テレビ東京系列 |                  |
| 和歌山県 | テレビ和歌山       | 2002年4月2日 -  | 火曜 25:10 - 25:40 | 独立UHF局      |                  |
| 愛知県   | テレビ愛知         | 2002年4月2日 -  | 火曜 25:25 - 25:55 | テレビ東京系列 |                  |
| 京都府   | KBS京都            | 2002年4月2日 -  | 火曜 25:30 - 26:00 | 独立UHF局      |                  |
| 広島県   | 広島ホームテレビ   | 2002年4月2日 -  | 火曜 25:46 - 26:16 | テレビ朝日系列 |                  |
| 奈良県   | 奈良テレビ         | 2002年4月4日 -  | 木曜 25:50 - 26:20 | 独立UHF局      |                  |
| 埼玉県   | テレ玉             | 2002年4月6日 -  | 土曜 24:30 - 25:00 | 独立UHF局      |                  |
| 千葉県   | チバテレビ         | 2002年4月7日 -  | 日曜 24:00 - 24:30 | 独立UHF局      |                  |
| 神奈川県 | tvk                | 2002年4月7日 -  | 日曜 25:00 - 25:30 | 独立UHF局      |                  |
| 北海道   | テレビ北海道       | 2002年4月8日 -  | 月曜 25:55 - 26:25 | テレビ東京系列 |                  |
| 日本全域 | キッズステーション | 2002年5月23日 - | 木曜 23:00 - 23:30 | CS放送         | リピート放送あり |

### HAPPY★LESSON ADVANCE
『HAPPY★LESSON THE TV』の続編として、2003年7月 - 9月まで放送されたテレビアニメシリーズ。全13話。第9話は、前作『THE TV』の番外編がそのまま放送されており、DVDでは9話相当として番外編が収録されている。

#### スタッフ（テレビアニメ第2期）
- 監督 - 鈴木行
- シリーズ構成 - 吉岡たかを
- キャラクターデザイン - 加藤やすひさ、渡辺真由美
- 総作画監督 - 渡辺真由美
- 美術監督 - 河野次郎
- 色彩設計 - 安藤由香里
- 撮影監督 - 渡辺宣之
- 編集 - 森田清次
- 音楽 - ウスイノブヤ、岩崎文紀、高濱祐輔、酒井陽一
- 音響監督 - 飯塚康一
- プロデューサー - 大宮三郎
- アニメーション制作 - スタジオ雲雀
- 製作 - ケイエスエス

#### 主題歌（テレビアニメ第2期）
「RADIOジャック」
Sleepin' JohnnyFishによるオープニングテーマ。作詞はOKEI、作曲はSHOGO、編曲は高橋哲也。
「パーティー」
Millioによるエンディングテーマ。作詞はナガタジュンコ、作曲はフジイジュン&ナガタジュンコ（オリーブ・ブランチ）、編曲はPOSSO。

#### 各話リスト（テレビアニメ第2期）
各エピソードのタイトルに付加する星マークは、OVAシリーズ及び『THE TV』では中が白抜きになっているものを使用していたが、この『ADVANCE』のみ中を塗りつぶしたものを使用している。
| 話数   | サブタイトル                  | 脚本                  | 絵コンテ                 | 演出            | 作画監督                   | 備考                       |
| ------ | ----------------------------- | --------------------- | ------------------------ | --------------- | -------------------------- | -------------------------- |
| 1      | ピカピカ★制服まつり           | 吉岡たかを            | 鈴木行                   | 鈴木芳成        | 渡辺真由美                 |                            |
| 2      | バレバレ★ながつきの秘密       | 吉岡たかを            | 鎌田祐輔                 | 鎌田祐輔        | 鎌田祐輔                   |                            |
| 3      | ウズウズ★うづきはママ         | 吉岡たかを            | 鎌田祐輔                 | 高島大輔        | 森川均                     |                            |
| 4      | ヤレヤレ★保健室の1日          | 吉岡たかを            | 小島多美子 康村諒 鈴木行 | 朝倉カイト      | 岩崎泰介                   |                            |
| 5      | ソワソワ★修学旅行             | 吉岡たかを            | 西村純二                 | 江島泰男        | 渡辺真由美 森川均 岩崎泰介 |                            |
| 6      | ピンピン★みなちゃん大ピンチ   | 吉岡たかを            | 西村純二                 | 鎌田祐輔        | 鎌田祐輔                   |                            |
| 7      | モテモテ★さつきのお見合い     | 土井佐智子            | 伊集院麻呂 鈴木行        | 尾前茂奈子      | 岩蛇無雄                   |                            |
| 8      | ユラユラ★浜辺の思い出         | 吉岡たかを            | 井硲清高                 | 康村諒 江島泰男 | 森川均                     |                            |
| 9      | ホカホカ★カンナと二人きり     | 吉岡たかを            | 鈴木行                   | 高島大輔        | 水上ろんど                 | ※TVのDVDに収録された番外編 |
| 10     | ウソウソ★さよならきーちゃん   | 土井佐智子            | 鈴木行                   | 鎌田祐輔        | 渡辺真由美                 |                            |
| 11     | ガヤガヤ★はづきのマイショップ | 土井佐智子 吉岡たかを | ひろたたけし             | 所俊克          | 岩崎泰介                   |                            |
| 12     | ナゼナゼ★むつきの家出         | 吉岡たかを            | 鎌田祐輔                 | 石田暢          | 森川均 山口保則            |                            |
| 13     | ワイワイ★お別れの日           | 吉岡たかを            | 鈴木行                   | 江島泰男        | 渡辺真由美                 |                            |
| 番外編 | バウバウ★カンナのX'マス騒動   | 吉岡たかを            | 鎌田祐輔                 | 鎌田祐輔        | 森川均                     | DVD5巻収録                 |

#### 放送局（テレビアニメ第2期）
| 放送対象地域 | 放送局             | 放送日          | 放送日時           | 放送区分       | 備考             |
| ------------ | ------------------ | --------------- | ------------------ | -------------- | ---------------- |
| 広島県       | 広島ホームテレビ   | 2003年7月1日 -  | 火曜 26:16 - 26:46 | テレビ朝日系列 |                  |
| 和歌山県     | テレビ和歌山       | 2003年7月3日 -  | 木曜 24:10 - 24:40 | 独立UHF局      |                  |
| 千葉県       | チバテレビ         | 2003年7月4日 -  | 金曜 24:00 - 24:30 | 独立UHF局      |                  |
| 愛媛県       | 南海放送           | 2003年7月4日 -  | 金曜 25:58 - 26:28 | 日本テレビ系列 | 1期は未放送      |
| 埼玉県       | テレ玉             | 2003年7月5日 -  | 土曜 25:10 - 25:40 | 独立UHF局      |                  |
| 大阪府       | テレビ大阪         | 2003年7月5日 -  | 土曜 27:40 - 28:10 | テレビ東京系列 | 1期は未放送      |
| 神奈川県     | tvk                | 2003年7月6日 -  | 日曜 25:00 - 25:30 | 独立UHF局      |                  |
| 青森県       | 青森放送           | 2003年7月7日 -  | 月曜 24:58 - 25:28 | 日本テレビ系列 |                  |
| 福岡県       | TVQ九州放送        | 2003年7月7日 -  | 月曜 25:55 - 25:25 | テレビ東京系列 |                  |
| 愛知県       | テレビ愛知         | 2003年7月7日 -  | 月曜 25:58 - 26:28 | テレビ東京系列 |                  |
| 奈良県       | 奈良テレビ         | 2003年7月10日 - | 木曜 25:55 - 26:25 | 独立UHF局      |                  |
| 北海道       | テレビ北海道       | 2003年7月10日 - | 木曜 26:00 - 26:30 | テレビ東京系列 |                  |
| 日本全域     | キッズステーション | 2003年9月3日 -  | 水曜 24:00 - 24:30 | CS放送         | リピート放送あり |

### HAPPY★LESSON THE FINAL
アニメ版『HAPPY★LESSON』の最終作に当たるOVAシリーズ。全3巻。

#### スタッフ（OVA第2期）
|                         | 第1巻                    | 第2巻                    | 第3巻                    |
| ----------------------- | ------------------------ | ------------------------ | ------------------------ |
| 総監督                  | 大宮三郎                 | -                        | -                        |
| 監督                    | 石川敏浩                 | 石川敏浩                 | 石川敏浩                 |
| キャラクターデザイン    | 加藤やすひさ、渡辺真由美 | 加藤やすひさ、渡辺真由美 | 加藤やすひさ、渡辺真由美 |
| 総作画監督              | 渡辺真由美               | 渡辺真由美               | 渡辺真由美               |
| 美術監督                | 片野坂悟一               | 片野坂悟一               | 宮前光春                 |
| 色彩設計                | 青山まなみ               | 青山まなみ               | 青山まなみ               |
| 撮影監督                | 奥井厚子                 | 石塚知義                 | 石塚知義                 |
| 編集                    | 重村建吾                 | 重村建吾                 | 重村建吾                 |
| 音楽                    | 岩崎文紀                 | 岩崎文紀                 | 岩崎文紀                 |
| 音響監督                | 飯塚康一                 | 飯塚康一                 | 飯塚康一                 |
| プロデューサー          | 佐久間敏郎               | 佐久間敏郎               | 佐久間敏郎               |
| プロデューサー          | 坂井優子                 | 坂井優子                 | 橋本昭彦                 |
| アニメーション制作      | スタジオ藍丸             | スタジオ藍丸             | スタジオ藍丸             |
| アニメーション 制作協力 | ワオワールド             | ワオワールド             | ワオワールド             |
| 製作                    | ケイエスエス             | ケイエスエス             | ケイエスエス             |

#### 主題歌（OVA第2期）
「ひかりひとつひらり」
Sleepin' JohnnyFishによるオープニングテーマ。作詞はOKEI、作曲はSHOGO、編曲はSHOGO・高橋哲也。
「Paradise」
Graceによるエンディングテーマ。作詞はMegu・佐竹正児、作曲はSyu・佐竹正児、編曲は佐竹正児。

#### 各巻リスト（OVA第2期）
商品番号は通常版のものを記載。
| 巻数 | サブタイトル              | 脚本     | 絵コンテ | 演出     | 作画監督                    | 発売日         | 商品番号   |
| ---- | ------------------------- | -------- | -------- | -------- | --------------------------- | -------------- | ---------- |
| 1    | あつあつ☆納涼キモだめし   | 大宮三郎 | 飯島正勝 | 石川敏浩 | 津田崇 矢吹勉（レイアウト） | 2004年 5月28日 | KSXA-24911 |
| 2    | うぶうぶ☆むつきの大恋愛!? | 大宮三郎 | 飯島正勝 | 石川敏浩 | 徳倉栄一、斧多英二 津田崇   | 8月27日        | KSXA-24912 |
| 3    | やれやれ☆ハッピー大団円!  | 大宮三郎 | 飯島正勝 | 飯島正勝 | 津田崇 矢吹勉（レイアウト） | 10月22日       | KSXA-24913 |

## ラジオ
笹島かほるとこやまきみこによる番組を放送、ラジオドラマは後述のドラマCDとしてリリース
- かほる&きみきみ HAPPY★LESSON（KBS京都）
- かほる&きみきみ ドキドキ HAPPY★LESSON（ラジオ関西）[9]

## ドラマCD
大別して、データム・ポリスター版とケイエスエス版の2種類がある。前者は現在入手困難。

### データム・ポリスター版
1. HAPPY★LESSONラジオドラマ - 「ママと温泉」「ママと大そうじ」の2話を収録。

### ケイエスエス版
1. 修学旅行の長〜い一日（2001年10月26日発売、KSCA-29141）
2. アルバイトでGO! GO! （2001年12月21日発売、KSCA-29142）
3. ハチャメチャ☆ハッピークリスマス（2002年2月20日発売、KSCA-29147）
4. ウキウキ☆ハッピーバレンタインデー（2002年5月24日発売、KSCA-29148）
5. モジモジ☆カンナの大逆襲（2002年8月23日発売、KSCA-29149）
6. ワクワク☆林間学校アドベンチャー（2002年11月22日発売、KSCA-29150）
7. ハラハラ☆HAPPYニューイヤー（2003年1月24日発売、KSCA-29157）
8. ブルブル☆宿直ホラーナイト（2003年4月25日発売、KSCA-29158）
9. ラブラブ☆デート騒動（2003年10月24日発売、KSCA-29177）

## 音楽CD
- HAPPY★LESSON ZOKU ZOKU Music CD
- HAPPY★LESSON HARA HARA MUSIC CD
- HAPPY★LESSON ADVANCE & FINAL メモリアル・ソング集
- HAPPY☆LESSON「MELODY」（2004年1月28日 / PSCR-6131）

## 関連書籍
原作
- HAPPY★LESSON オフィシャルキャラクターズブック（2001年10月20日初版発行、ISBN 4-8402-1966-4）
- 電撃G'sマガジンキャラクターコレクション HAPPY★LESSON（イラスト：ささきむつみ・植田亮、テキスト：鷹野よしき）

1. ある日、先生がママになった（2002年6月20日初版発行、ISBN 4-8402-2152-9）
2. ワンダフル・ママライフ（2002年7月20日初版発行、ISBN 4-8402-2154-5）
3. この世界でいちばんのママと…（2002年9月20日初版発行、ISBN 4-8402-2212-6）

ゲーム
- HAPPY★LESSON ビジュアル&完全攻略ブック（2001年5月15日初版発行、ISBN 4-8402-1801-3）

アニメ
- HAPPY★LESSON OAVビジュアルブック（2001年8月30日初版発行、ISBN 4-8402-1891-9）
- HAPPY★LESSON 完全ビジュアルブック（2002年8月30日初版発行、ISBN 4-8402-1919-2）
- HAPPY★LESSON THE TV（2003年3月25日初版発行、電撃文庫、著者：吉岡たかを、ISBN 4-8402-2183-9）

コミック
- HAPPY★LESSON ママ先生は最高!（作画：森真之介）
『月刊コミック電撃大王』2002年7月号から連載開始、2004年5月号掲載分を最後に休載（事実上打ち切り）となり、現在に至っている。途中3回の休載があり、20話分が連載された。第1話から第7話が単行本第1巻、第8話から第14話が単行本第2巻にそれぞれ収録されている。連載終了後、第3巻は発売されておらず、第15話から第20話の6話分は2010年5月現在も単行本未収録のままである。なお作者の森は休載後の2004年5月20日に自身のサイトの掲示板上で連載終了の予定も打ち切りの予定もないことを発言しており、同年6月29日には「早く復帰できるようがんばります」と発言していた。
5人のママ先生のほか、七転ふみつきが登場している。

1. 2003年1月27日初版発行 ISBN 4-8402-2242-8
2. 2003年10月25日初版発行 ISBN 4-8402-2506-0

小説
- HAPPY★LESSON THE TV
作・吉岡たかを、イラスト・細田直人（カバー）、嘉手刈隆（口絵ポスター）、杉本功（本文）。
電撃文庫より刊行。全1巻。
むつきのこよみ学園着任から、5人のママ先生が仁歳家に同居するまでが描かれている。一部のシーン（雨に濡れるチトセに、むつきが手を差し伸べるなど）がアニメ版に登場する。